# District de Chaotian
Le district de Chaotian (朝天区 ; pinyin : Cháotiān Qū) est une subdivision administrative de la province du Sichuan en Chine. Il est placé sous la juridiction de la ville-préfecture de Guangyuan.